# Nils Nisbel
Nils Erik Nisbel, född 6 augusti 1932, död 30 juli 2020 i Sigtuna distrikt, Stockholms län, var en svensk silversmed.
Nisbel studerade till silversmed vid Konstfackskolan i Stockholm och utexaminerades 1956. Han var därefter anställd som formgivare vid Guldsmedsaktiebolaget (GAB) i Stockholm 1956–1968. Redan under tiden på GAB  undervisade på Konstfacks aftonskola.  Han kom att vara verksam på skolan i 25 år först som facklärare och sedan som huvudlärare för avdelningen Metall och industriell formgivning.
Från 1968 bedrev han parallellt med lärarjobbet egen verksamhet som silversmed i Sigtuna.
Han var en av initiativtagarna till bildandet av föreningen Nutida svenskt Silver.
Som formgivare på GAB intog han en framträdande roll i 50- 60-talets förnyelse av såväl unikt silver som bruksföremål. Ett exempel är besticket "Party" som väckte såväl förundran som beundran med sitt avancerade formspråk.  Att det också var "skrotfritt", d.v.s. att delarna stansades ut utan spill vittnar om framsynt formgivning och kan idag beses på Nationalmuseum. 
Nisbels silversmide kännetecknas av ett raffinerat formspråk parat med stor hantverksskicklighet och mestadels i föremål som corpus.

Nisbel är representerad vid bland annat Nationalmuseum i Stockholm, Östergötlands museum, och Designmuseum Danmark i Köpenhamn.